# Rhantus elegans
Rhantus elegans är en skalbaggsart som beskrevs av C. O. Waterhouse 1895. Rhantus elegans ingår i släktet Rhantus och familjen dykare. Inga underarter finns listade i Catalogue of Life.